# Martín Anselmi
Martín Rodrigo Anselmi (ur. 11 lipca 1985 w Rosario) – argentyński trener piłkarski pochodzenia włoskiego.